# Moonrakers

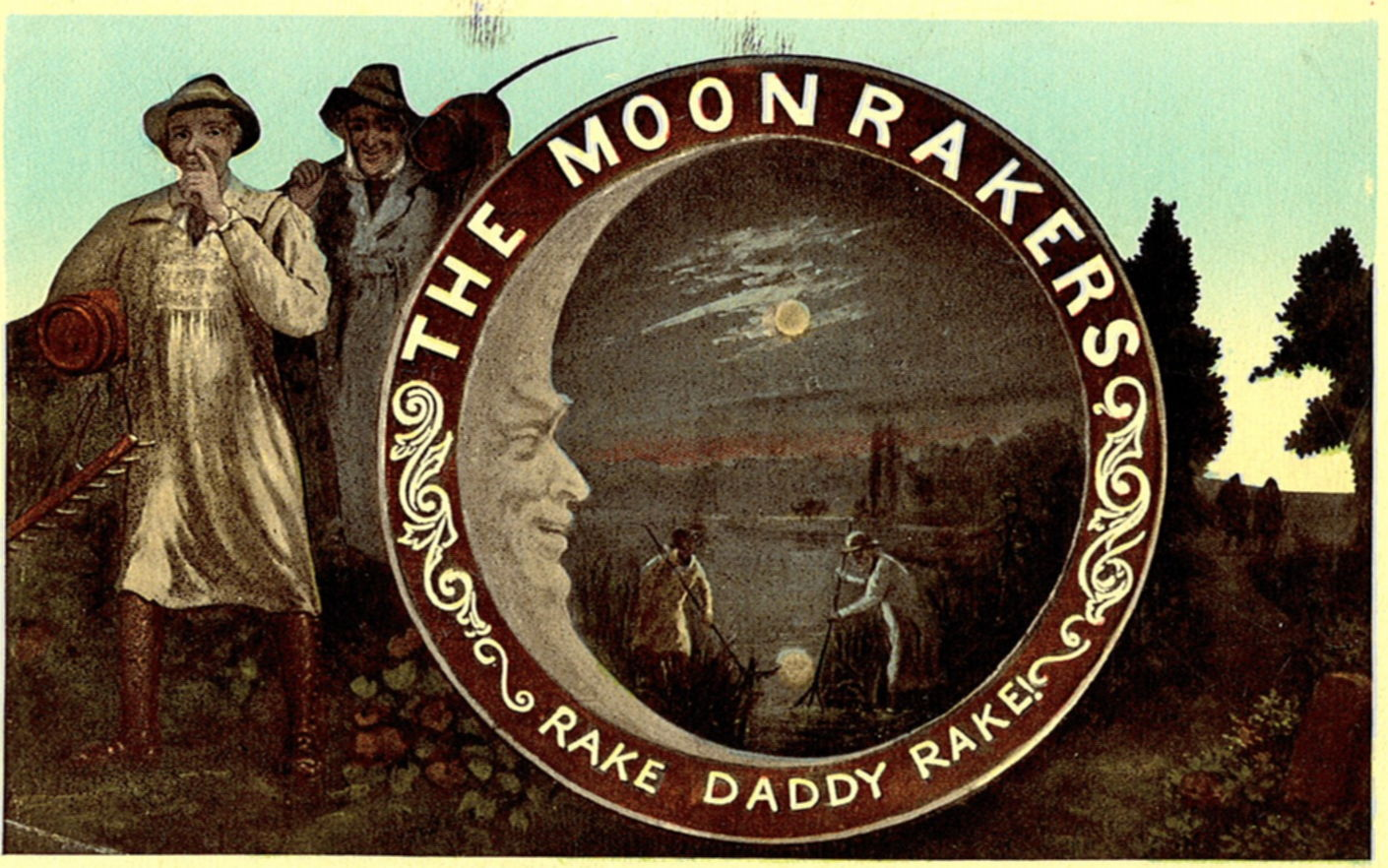
Carte postale décrivant l'épisode (1903).

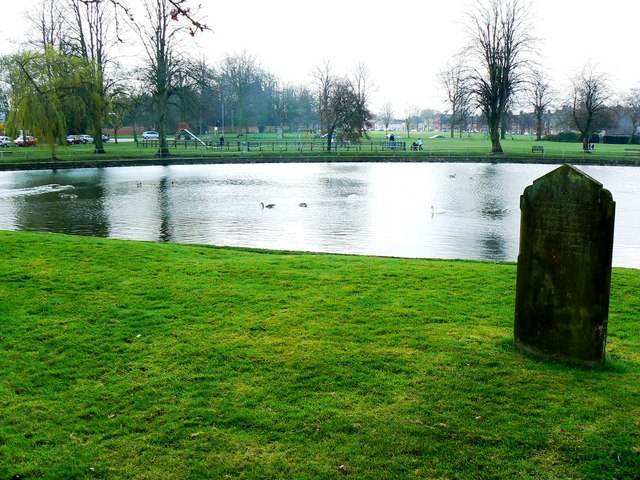
Un site possible

Moonrakers (les « Ratisse-Lune ») est un sobriquet donné aux habitants du Wiltshire, un comté de l'Angleterre du Sud-Ouest.

## Légende
Par le passé, le Wiltshire fut une région où existait une forte activité de contrebande. Selon une légende locale, à cette époque, des habitants qui cherchaient à récupérer des fûts d'alcool de contrebande cachés dans un étang avaient été repérés par les douaniers. Ils se seraient tirés d'affaire en pointant le reflet de la Lune à la surface de l'étang, en prétendant qu'ils cherchaient à attraper un fromage rond. 